# Церковь Девы Марии Розария (Помпеи)
Церковь Девы Марии Розария — папская базилика в Помпее. Она имеет статус экстерриториального владения Святого Престола в Италии.
У истоков храма стоял Бартоло Лонго, который организовал в 1873 году празднование в честь Девы Марии и приобрёл в одном из монастырей Неаполя чтимый богородичный образ «Дева Мария Розария». Слухи о чудотворном образе и творимых им исцелениях стали привлекать в Помпеи тысячи паломников. 8 мая 1876 были начаты работы по возведению базилики. Строительство было завершено 4 мая 1901 года. В тот же день Папа Лев XIII возвёл её в статус папской базилики.
Святилище посетили Папы Римские Иоанн Павел II 21 октября 1979 года и 7 октября 2003 года и Бенедикт XVI 19 октября 2008 года.
Святилище является теперь главным местом для религиозного паломничества. Каждый год более четырёх миллионов человек посещают базилику. В частности, 8 мая и в первое воскресенье октября десятки тысяч паломников стекаются в город Помпеи, чтобы отметить праздник в честь Девы Марии Святого Розария в Помпеях.